# Pàvel Urysohn
Pàvel Urysohn (rus: Па́вел Самуи́лович Урысо́н)  (Odessa, 3 de febrer de 1898 - Batz-sur-Mer, 17 d'agost de 1924) va ser un matemàtic soviètic.

## Vida i Obra
Urysohn va néixer a Odessa, fill d'un financer jueu benestant, però va ser escolaritzat a Moscou. El 1915 va ingressar a la universitat Estatal de Moscou amb la intenció d'estudiar física, però poc a poc es va anar inclinant per les matemàtiques, sota la influència de Dmitri Iegórov i Nikolai Luzin. Va ser un dels membres del seminari de matemàtiques organitzat per Luzin, conegut informalment com el Luzitània. El hivern de 1920, va a donar classes a Kovrov on el matemàtic soviètic A.N. Barsukov dirigia una escola de treballadors.
El 1921 va ser nomenat professor de la universitat de Moscou i, tot i que les seves primeres recerques havien estat en anàlisi matemàtica i equacions diferencials, comença les seves recerques en topologia, que el faran universalment conegut. També comença una intensa relació amb el matemàtic Pàvel Aleksàndrov, amb qui comparteix una datxa als afores de Moscou, a la vora del riu Kliazma, on tots dos gaudeixen de la seva afició per la natació.
Els estius de 1923 i 1924 viatgen per Alemanya, Holanda i França, on són rebuts amb interès pels seus col·legues universitaris. El agost de 1924 se'n van anar cap a la Bretanya, per nedar en les aigües del Finisterre francès. El dia 17, mentre nedaven a Batz-sur-Mer, un cop de mar el va estavellar contra les roques i va morir de forma immediata, quan només tenia 26 anys.
Els seus treballs d'aquests últims anys van ser d'una importància decisiva en la teoria de la mesura: va publicar diversos teoremes sobre espais mètrics amb base numerable i va desenvolupar el concepte d'espai compacte connectat.
El 1951 es van editar les seves obres en dos volums sota el títol Труды по топологии и другим областям математики (Treballs sobre topologia i altres camps de les matemàtiques). El 1972, la seva germana, la coneguda escriptora infantil Lina Neiman, va publicar una detallada biografia del seu germà titulada Радость открытия (L'alegria del descobriment), en la que van col·laborar prestigiosos matemàtics, explicant el contingut, la importància i el significat de les seves troballes matemàtiques.